# Jerzy Obarski
Jerzy Wincenty Obarski (ur. 19 października 1902 w Częstochowie, zm. 15 kwietnia 1980 w Warszawie) – polski entomolog.

## Życiorys
Syn Feliksa i Marii z Królikiewiczów, dzieciństwo spędził w Kramatorsku, gdzie ukończył szkołę powszechną i rozpoczął gimnazjum. Od października 1918 do czerwca 1919 pracował w fabryce ciężkich maszyn, w 1921 wrócił do Polski. W 1924 ukończył Gimnazjum Towarzystwa Szkoły Średniej w Piotrkowie Trybunalskim i rozpoczął studia na Wydziale Leśnym Szkoły Głównej Gospodarstwa Wiejskiego w Warszawie. W marcu 1928 obronił pracę przygotowaną pod kierunkiem prof. Zygmunta Mokrzeckiego i uzyskał stopień inżyniera leśnika. Od stycznia do września 1928 pracował jako preparator w Zakładzie Entomologii i Ochrony Lasu SGGW w Skierniewicach, a następnie do 1934 był tam starszym asystentem. W październiku 1934 został asystentem prof. Zygmunta Mokrzeckiego, a po jego śmierci w 1936 jako samodzielny doradca techniczny do spraw ochrony roślin tytoniowych i surowca w Dyrekcji Polskiego Monopolu Tytoniowego w Warszawie z siedzibą w Państwowym Instytucie Naukowym Gospodarstwa Wiejskiego w Puławach. Podczas okupacji od lutego 1940 do grudnia 1944 był inspektorem a następnie wicedyrektorem Zakładu Uprawy i Fermentacji Tytoniu w Lublinie. W styczniu 1945 został dyrektorem biura surowców w Państwowym Monopolu Tytoniowym, w lipcu 1945 obronił doktorat, od lipca do grudnia 1951 był kierownikiem zespołu naukowo-badawczego Centralnego Zarządu Przemysłu Tytoniowego w Warszawie. Równocześnie w latach 1948-1952 studiował na Wydziale Filozoficznym Uniwersytetu Warszawskiego uzyskując 17 października 1952 stopień magistra filozofii w zakresie historii sztuki. W styczniu 1954 został starszym inspektorem w Departamencie Techniki Ministerstwa Przemysłu Rolnego i Spożywczego w Warszawie, pracował tam do lipca 1954. W czerwcu tego samego roku podjął się zorganizowania zespołu badania szkodników roślin przemysłowych, od października 1961 Pracowni Entomologicznej w oddziale Instytutu Ochroni Roślin w Regułach. Równocześnie od października 1954 do maja 1958 był zastępcą dyrektora do spraw naukowych, od czerwca 1955 do października pełnił obowiązki dyrektora Instytutu Ochrony Roślin w Warszawie. W 1964 w WSR w Poznaniu habilitował się uzyskując również tytuł docenta w zakresie entomologii stosowanej. Od lipca 1966 do stycznia 1973 kierował Pracownią Entomologiczną w Instytucie Warzywnictwa w Regułach, 1 lutego 1973 przeszedł na emeryturę.

## Praca naukowa
Jerzy Obarski zajmował się entomologią stosowaną, a szczególnie hymenopterologią - faunistyką rośliniarek. Dorobek naukowy obejmuje 130 publikacji naukowych, w tym kilkanaście prac oryginalnych.

## Odznaczenia
- Srebrny Krzyż Zasługi (1946)
- Złoty Krzyż Zasługi (1947)
- Medal 10-lecia Polski Ludowej (1955).